# Gran Premio del Belgio 1979
Il Gran Premio del Belgio 1979 è stata la sesta prova della stagione 1979 del Campionato mondiale di Formula 1. Si è corsa domenica 13 maggio 1979 sul Circuito di Zolder. La gara è stata vinta dal sudafricano Jody Scheckter, su Ferrari; per il vincitore si trattò dell'ottavo successo nel mondiale. Ha preceduto sul traguardo i francesi Jacques Laffite su Ligier-Ford Cosworth e Didier Pironi su Tyrrell-Ford Cosworth.

## Vigilia

L'Alfa Romeo tornò come costruttore in Formula 1 dopo 28 anni d'assenza con Bruno Giacomelli al volante.

### Sviluppi futuri
Per l'annosa questione della sede del Gran Premio d'Italia 1979 la CSAI cercò una soluzione proponendo che l'alternanza fra circuiti includesse anche l'Autodromo del Mugello, che avrebbe così dovuto ospitare la gara nel 1981. La proposta però trovò il contrasto della FOCA.

### Aspetti tecnici
L'Alfa Romeo presentò il modello 177, che venne gommato dalla Goodyear, anche se inizialmente venne prospettato l'impiego di gomme Michelin. Il nome della vettura derivava dal fatto che il progetto era nato nel 1977: con la nascita delle wing car la casa di Arese però fu costretta a modificare la vettura, e annunciò anche la nascita di un modello più aggiornato, pronto per la parte finale della stagione.
Mario Andretti tornò a impiegare una Lotus 79, mentre la McLaren affidò a Patrick Tambay nuovamente il vecchio modello M26. La Wolf schierò per Hunt una WR8. L'Arrows invece continuò a utilizzare l'A1B, non essendo ancora pronto il nuovo modello, che avrebbe dovuto debuttare a Zolder. Il tema della sicurezza delle vettura a effetto suolo spinse i piloti a fissare una riunione per il 25 maggio, nel corso del successivo Gran Premio di Monaco.

### Aspetti sportivi
Con al volante Bruno Giacomelli (pilota con già con 6 gran premi alle spalle nel biennio 1977-1978 alla McLaren) l'Alfa Romeo tornò in Formula 1 direttamente come costruttore. L'ultima apparizione risaliva al Gran Premio di Spagna 1951. L'Alfa tornò nel campionato utilizzando la struttura dell'Autodelta, nome ufficiale della scuderia al mondiale. La scelta di rientrare anche come costruttore venne criticata da Niki Lauda, pilota della Brabham, scuderia le cui vetture erano motorizzate dall'Alfa.
Da questo Gran Premio la Tyrrell ottenne l'appoggio della Candy, azienda italiana produttrice di elettrodomestici. Il nome della scuderia divenne Candy Tyrrell Team.
Nei test effettuati la settimana precedente il gran premio, il miglior tempo venne fatto segnare da Patrick Depailler in 1'21"62.

## Qualifiche

### Resoconto
La prima giornata di prove ufficiali fu caratterizzata da pioggia e freddo. Il tempo migliore fu di Gilles Villeneuve in 1'24"06 che precedette Jean-Pierre Jabouille di 36 centesimi. Inizialmente era stato attribuito il terzo tempo a Bruno Giacomelli, ma si trattò solo di un errore di comunicazione: il pilota della Alfa aveva chiuso col sedicesimo tempo. La pioggia, che aveva flagellato le prove libere del mattino, cessò ma la pista rimase ancora umida.
Al sabato Jacques Laffite ottenne ancora una volta la pole, la quinta nel mondiale, la quarta stagionale, precedendo di soli 7 centesimi l'altro pilota della Ligier, Patrick Depailler. Il sabato vide l'arrivo del sole e ciò favorì le case fornite dalla Goodyear: la seconda fila venne conquistata da Nelson Piquet e da Alan Jones. La qualità degli pneumatici però variava: ad alcuni team, che considerava più competitivi, la casa statunitense forniva delle gomme da qualifica, che consentivano un risparmio di tempo calcolato in due secondi al giro. Niki Lauda terminò solo tredicesimo ed ebbe dei contrasti per la qualità della sua vettura con Bernie Ecclestone, patron della Brabham. le qualifiche registrarono anche un incidente tra Mario Andretti e Jochen Mass, ma senza danni ai piloti. Anche Depailler uscì dal tracciato, rovinando la sua monoposto.

### Risultati
Nella sessione di qualifica si è avuta questa situazione:
| Pos                     | Nº | Pilota                 | Costruttore              | Tempo   | Griglia |
| ----------------------- | -- | ---------------------- | ------------------------ | ------- | ------- |
| 1                       | 26 | Jacques Laffite        | Ligier-Ford Cosworth     | 1'21"13 | 1       |
| 2                       | 25 | Patrick Depailler      | Ligier-Ford Cosworth     | 1'21"20 | 2       |
| 3                       | 6  | Nelson Piquet          | Brabham-Alfa Romeo       | 1'21"35 | 3       |
| 4                       | 27 | Alan Jones             | Williams-Ford Cosworth   | 1'21"59 | 4       |
| 5                       | 1  | Mario Andretti         | Lotus-Ford Cosworth      | 1'21"83 | 5       |
| 6                       | 12 | Gilles Villeneuve      | Ferrari                  | 1'22"08 | 6       |
| 7                       | 11 | Jody Scheckter         | Ferrari                  | 1'22"09 | 7       |
| 8                       | 28 | Clay Regazzoni         | Williams-Ford Cosworth   | 1'22"40 | 8       |
| 9                       | 20 | James Hunt             | Wolf-Ford Cosworth       | 1'22"55 | 9       |
| 10                      | 2  | Carlos Reutemann       | Lotus-Ford Cosworth      | 1'22"56 | 10      |
| 11                      | 4  | Jean-Pierre Jarier     | Tyrrell-Ford Cosworth    | 1'22"68 | 11      |
| 12                      | 3  | Didier Pironi          | Tyrrell-Ford Cosworth    | 1'22"85 | 12      |
| 13                      | 5  | Niki Lauda             | Brabham-Alfa Romeo       | 1'22"87 | 13      |
| 14                      | 35 | Bruno Giacomelli       | Alfa Romeo               | 1'23"15 | 14      |
| 15                      | 31 | Héctor Rebaque         | Lotus-Ford Cosworth      | 1'23"63 | 15      |
| 16                      | 29 | Riccardo Patrese       | Arrows-Ford Cosworth     | 1'23"92 | 16      |
| 17                      | 15 | Jean-Pierre Jabouille  | Renault                  | 1'24"02 | 17      |
| 18                      | 16 | René Arnoux            | Renault                  | 1'24"33 | 18      |
| 19                      | 7  | John Watson            | McLaren-Ford Cosworth    | 1'24"37 | 19      |
| 20                      | 9  | Hans-Joachim Stuck     | ATS-Ford Cosworth        | 1'24"62 | 20      |
| 21                      | 17 | Jan Lammers            | Shadow-Ford Cosworth     | 1'24"76 | 21      |
| 22                      | 30 | Jochen Mass            | Arrows-Ford Cosworth     | 1'25"08 | 22      |
| 23                      | 14 | Emerson Fittipaldi     | Fittipaldi-Ford Cosworth | 1'25"18 | 23      |
| 24                      | 18 | Elio De Angelis        | Shadow-Ford Cosworth     | 1'25"48 | 24      |
| Vetture non qualificate |    |                        |                          |         |         |
| NQ                      | 8  | Patrick Tambay         | McLaren-Ford Cosworth    | 1'25"69 | NQ      |
| NQ                      | 24 | Arturo Merzario        | Merzario-Ford Cosworth   | 1'25"92 | NQ      |
| NQ                      | 22 | Derek Daly             | Ensign-Ford Cosworth     | 1'27"83 | NQ      |
| NQ                      | 36 | Gianfranco Brancatelli | Kauhsen-Ford Cosworth    | 1'34"48 | NQ      |

## Gara

### Resoconto
Al via Patrick Depailler conquistò la vetta della gara, precedendo Alan Jones, Nelson Piquet, Jacques Laffite, Mario Andretti e Clay Regazzoni, Jody Scheckter e Gilles Villeneuve. Nel secondo giro Scheckter passò Clay Regazzoni alla Kleine Chicane: la ruota anteriore destra della Williams colpì la ruota posteriore sinistra della vettura del ferrarista. La gomma dell'elvetico si afflosciò, la vettura rallentò di colpo tanto da essere tamponata dall'altro ferrarista, Villeneuve, che si trovava subito dietro. Regazzoni fu costretto al ritiro, mentre il canadese rientrò ai box per sostituire l'ala anteriore. Ripartì al ventitreesimo e ultimo posto. Due giri dopo Scheckter passò anche Andretti, che scontava dei problemi all'impianto frenante.
Nelson Piquet perse diverse posizioni per un problema agli pneumatici: venne prima passato da Laffite poi dallo stesso Scheckter e da Mario Andretti, prima della sosta ai box. La classifica vedeva così sempre in testa Patrick Depailler, seguito da Jones, Laffite, Scheckter, Andretti e Carlos Reutemann.
Alan Jones, pressato dal rimontante Laffite, attaccò Depailler all'esterno, in fondo al rettilineo dei box, ma il francese resistette, costringendo l'australiano ad allargare. Ciò permise a Laffite di portarsi in seconda posizione. L'australiano veniva poi pressato da Jody Scheckter: questo consentiva al duo della Ligier di guadagnare un buon margine.
Al giro 19 Jacques Laffite passò Depailler che, poco dopo, al giro 21 venne passato anche da Jones. Al ventiquattresimo giro Laffite mancò una marcia così Jones poté portarsi al comando della gara. Altri soli tre giri e fu il turno di Depailler a risorpassare Laffite, alla chicane. Al giro 27 si ritirò Andretti. La classifica vedeva perciò primo Jones, seguito dal duo della Ligier, poi Jody Scheckter, James Hunt, Jean-Pierre Jarier e Didier Pironi. Villeneuve si trovava in undicesima posizione, dopo una lunga rimonta. Intanto, al giro 23, Niki Lauda si era ritirato, ma la sua vettura aveva perso dell'olio, che aveva reso la pista particolarmente scivolosa per le monoposto gommate dalla Goodyear.
Al trentanovesimo giro sfumò la possibile vittoria per la Williams di Alan Jones, a causa un guasto all'impianto elettrico. Un giro dopo, James Hunt si ritirò per un'uscita di pista; ciò coinvolse anche Jarier che venne superato da Pironi e dovette poi rientrare ai box.
Al quarantaseiesimo giro Depailler, leader della gara, a causa dell'afflosciamento di una gomma, arrivò lungo alla curva dopo i box ed uscì di pista: il pilota francese si fratturò anche la mano destra, mettendo in dubbio la sua presenza nel successivo Gran Premio di Monaco. Al 52º passaggio Villeneuve sorpassò Riccardo Patrese, dopo diversi tentativi (col padovano che venne criticato per le manovre condotte) e si portò in quarta posizione. Jody Scheckter, grazie a degli pneumatici ancora in buono stato, ridusse il gap su Jacques Laffite, tanto da passare in testa al giro 53. Gilles Villeneuve passò poco dopo anche Pironi, conquistando il terzo posto ma finì la benzina e fu classificato settimo, a un giro dal vincitore.
A poche centinaia di metri dal traguardo il canadese finì il carburante e si fermò all'ingresso della corsia dei box. Vinse Jody Scheckter davanti a Jacques Laffite, Didier Pironi (al primo podio iridato), Carlos Reutemann e Riccardo Patrese.

### Risultati
I risultati del gran premio furono i seguenti:
| Pos | No | Pilota                 | Costruttore              | Giri | Tempo/Ritiro                | Pos. Griglia | Punti |
| --- | -- | ---------------------- | ------------------------ | ---- | --------------------------- | ------------ | ----- |
| 1   | 11 | Jody Scheckter         | Ferrari                  | 70   | 1h39'59"53                  | 7            | 9     |
| 2   | 26 | Jacques Laffite        | Ligier-Ford Cosworth     | 70   | +15"36                      | 1            | 6     |
| 3   | 3  | Didier Pironi          | Tyrrell-Ford Cosworth    | 70   | +35"17                      | 12           | 4     |
| 4   | 2  | Carlos Reutemann       | Lotus-Ford Cosworth      | 70   | +46"49                      | 10           | 3     |
| 5   | 29 | Riccardo Patrese       | Arrows-Ford Cosworth     | 70   | +1'04"31                    | 16           | 2     |
| 6   | 7  | John Watson            | McLaren-Ford Cosworth    | 70   | +1'05"85                    | 19           | 1     |
| 7   | 12 | Gilles Villeneuve      | Ferrari                  | 69   | Mancanza di benzina         | 6            |       |
| 8   | 9  | Hans-Joachim Stuck     | ATS-Ford Cosworth        | 69   | +1 giro                     | 20           |       |
| 9   | 14 | Emerson Fittipaldi     | Fittipaldi-Ford Cosworth | 68   | +2 giri                     | 23           |       |
| 10  | 17 | Jan Lammers            | Shadow-Ford Cosworth     | 68   | +2 giri                     | 21           |       |
| 11  | 4  | Jean-Pierre Jarier     | Tyrrell-Ford Cosworth    | 67   | +3 giri                     | 11           |       |
| Rit | 25 | Patrick Depailler      | Ligier-Ford Cosworth     | 46   | Incidente                   | 2            |       |
| Rit | 20 | James Hunt             | Wolf-Ford Cosworth       | 40   | Incidente                   | 9            |       |
| Rit | 27 | Alan Jones             | Williams-Ford Cosworth   | 39   | Problemi elettrici          | 4            |       |
| Rit | 1  | Mario Andretti         | Lotus-Ford Cosworth      | 27   | Freni                       | 5            |       |
| Rit | 6  | Nelson Piquet          | Brabham-Alfa Romeo       | 23   | Motore                      | 3            |       |
| Rit | 5  | Niki Lauda             | Brabham-Alfa Romeo       | 23   | Motore                      | 13           |       |
| Rit | 16 | René Arnoux            | Renault                  | 22   | Turbo                       | 18           |       |
| Rit | 35 | Bruno Giacomelli       | Alfa Romeo               | 21   | Collisione con E.De Angelis | 14           |       |
| Rit | 18 | Elio De Angelis        | Shadow-Ford Cosworth     | 21   | Collisione con B.Giacomelli | 24           |       |
| Rit | 30 | Jochen Mass            | Arrows-Ford Cosworth     | 17   | Testacoda                   | 22           |       |
| Rit | 31 | Héctor Rebaque         | Lotus-Ford Cosworth      | 13   | Trasmissione                | 15           |       |
| Rit | 15 | Jean-Pierre Jabouille  | Renault                  | 13   | Turbo                       | 17           |       |
| Rit | 28 | Clay Regazzoni         | Williams-Ford Cosworth   | 1    | Collisione con G.Villeneuve | 8            |       |
| NQ  | 8  | Patrick Tambay         | McLaren-Ford Cosworth    |      |                             |              |       |
| NQ  | 24 | Arturo Merzario        | Merzario-Ford Cosworth   |      |                             |              |       |
| NQ  | 22 | Derek Daly             | Ensign-Ford Cosworth     |      |                             |              |       |
| NQ  | 36 | Gianfranco Brancatelli | Kauhsen-Ford Cosworth    |      |                             |              |       |

## Classifiche

### Piloti
| Pos. | Pilota             | Punti |
| ---- | ------------------ | ----- |
| 1    | Jacques Laffite    | 24    |
| 2    | Jody Scheckter     | 24    |
| 3    | Gilles Villeneuve  | 20    |
| 4    | Patrick Depailler  | 20    |
| 5    | Carlos Reutemann   | 19    |
| 6    | Mario Andretti     | 12    |
| 7    | Didier Pironi      | 8     |
| 8    | Jean-Pierre Jarier | 7     |
| 9    | John Watson        | 5     |
| 10   | Alan Jones         | 4     |
| 11   | Riccardo Patrese   | 2     |
| 12   | Emerson Fittipaldi | 1     |
| =    | Niki Lauda         | 1     |

### Costruttori
| Pos. | Team                     | Punti |
| ---- | ------------------------ | ----- |
| 1    | Ferrari                  | 45    |
| 2    | Ligier-Ford Cosworth     | 44    |
| 3    | Lotus-Ford Cosworth      | 33    |
| 4    | Tyrrell-Ford Cosworth    | 15    |
| 5    | McLaren-Ford Cosworth    | 5     |
| 6    | Williams-Ford Cosworth   | 4     |
| 7    | Arrows-Ford Cosworth     | 2     |
| 8    | Fittipaldi-Ford Cosworth | 1     |
| =    | Brabham-Alfa Romeo       | 1     |